# Walter Köster
Walter Köster (* 30. Januar 1903 in Altefähr, Landkreis Rügen; † 24. Januar 1991 in Bad Bevensen) war ein deutscher Lehrer und Schriftsteller.

## Leben
Geboren als Sohn eines Bahnhofsvorstehers, wuchs Köster in Samtens auf der Insel Rügen auf. Er besuchte zunächst die Realschule in Bergen auf Rügen, dann  die Präparandenanstalt in Tribsees und schließlich das Lehrerseminar in Franzburg. Er arbeitete als Lehrer auf Rügen, dann in Stralsund. Im Zweiten Weltkrieg diente er als Soldat.
Das Ende des Zweiten Weltkriegs erlebte er in einem Lazarett in Freden (Leine). Er ging nicht nach Vorpommern zurück, das nunmehr in der SBZ lag, sondern blieb in Freden. Hier arbeitete er ab 1949 wieder als Lehrer, von 1957 bis zu seinem Ruhestand 1966 als Realschullehrer. Er war Leiter der Volkshochschule, Leiter des Verkehrsvereins und Ortsheimatpfleger.
Köster veröffentlichte als Schriftsteller, teils in niederdeutscher Sprache, Bühnenwerke, Hörspiele und Lyrik. Er wurde 1962 mit dem Freudenthal-Preis ausgezeichnet.

## Werke (Auswahl)
- De Hochtiedshannel. Komödi in 3 Törns. Mahnke, Verden 1940. (Niederdeutsche Komödie)
- Gesang aus der Immenburg. 1957. (Gedichte)
- Brennendes Herz. (= Schriftenreihe des Heimatmuseums Alfeld, Leine, Nr. 13). Röllinghausen 1963. (Gedichte)
- Das Totenhemd hat keine Taschen. Europäischer Verlag, Wien 1968. (Gedichte)

## Hörspiele
Als Bearbeiter (Wort):
- 1951: Theodor Storm: Vadder und Söhn (Vorlage: Hans und Heinz Kirch) – Regie und Sprecher: N. N. (Mundart-Hörspiel – NWDR Hamburg)

Als Autor:
- 1952: Vadder un Döchter – Regie: Walter A. Kreye (Mundart-Hörspiel – Radio Bremen)
  - Sprecher u. a.: Carl Schenck, Erika Rumsfeld und Ruth Bunkenburg
- 1954: De Weg na Huus – Regie: Günter Jansen (Mundart-Hörspiel – NWDR Hamburg)
  - Sprecher u. a.: Hans Fitze, Heinz Lanker und Hilde Sicks
- 1958: Einer wird fehlen – Regie: Viktor Lenz (Mundart-Hörspiel – Saarländischer Rundfunk)
  - Sprecher u. a.: Viktor Lenz, Heinz Pielbusch und Friedrich Otto Scholz
- 1962: Een ward fehlen ... – Regie: Curt Timm (Mundart-Hörspiel – Norddeutscher Rundfunk)
  - Sprecher u. a.: Rudolf Beiswanger, Bruno Vahl-Berg und Otto Lüthje
- 1968: Üm de Babenhand. Niederdeutsches Hörspiel – Regie: Günther Siegmund (Original-Hörspiel, Mundart-Hörspiel – Norddeutscher Rundfunk)
  - Sprecher u. a.: Heini Kaufeld, Otto Lüthje und Erna Raupach-Petersen
- 1973: De Schrittmaker – Regie: Heinz Lanker (Hörspielbearbeitung, Mundart-Hörspiel – Norddeutscher Rundfunk)
  - Sprecher u. a.: Werner Riepel, Hilde Sicks und Jochen Schenck
- 1979: Dreemal Freedag op Bahnhoff Gager. Niederdeutsches Hörspiel – Regie: Curt Timm (Original-Hörspiel, Mundart-Hörspiel – Radio Bremen/Norddeutscher Rundfunk)
  - Sprecher u. a.: Benno Hattesen, Renate Delfs und Peter Nissen